# André Bessette
André Bessette, noto anche come Frère André, al secolo Alfred Bessette (Mont-Saint-Grégoire, 9 agosto 1845 – Montréal, 6 gennaio 1937), è stato un religioso canadese della Congregazione di Santa Croce. È stato proclamato santo da papa Benedetto XVI nel 2010.

## Biografia
Nato da una modesta e numerosa famiglia (ottavo di dodici fratelli), rimase presto orfano e venne affidato alle cure di una zia. Lavorò come operaio tessile in Canada e Stati Uniti nonostante la salute cagionevole (soffriva di disturbi gastrici).
Il 27 dicembre 1870, all'età di venticinque anni, entrò come religioso laico nella Congregazione di Santa Croce: venne assegnato all'ufficio di portinaio del collegio di Notre-Dame a Montréal. In quanto portiere, ebbe modo di accogliere e consigliare i poveri che si rivolgevano al convento.
Ebbe fama di guaritore. Migliaia di pellegrini si rivolgevano a lui ed egli li raccomandava per la guarigione all'intercessione di San Giuseppe, di cui era particolarmente devoto. Con i ricavi del suo lavoro di barbiere contribuì alla costruzione di una piccola cappella in onore a San Giuseppe, da cui sarebbe nata la Basilica di San Giuseppe a Montréal. Ebbe appena il tempo di veder posta la statua di San Giuseppe nella chiesa prima di morire, all'età di 91 anni.
Al suo funerale parteciparono un milione di persone, molte delle quali lo avevano conosciuto in vita e si erano rivolte a lui per la guarigione. Le sue spoglie riposano nell'Oratorio di San Giuseppe a Montréal e il suo cuore è stato posto in un reliquiario.
Beatificato da papa Giovanni Paolo II nel 1982 in seguito alla guarigione di un malato di cancro, papa Benedetto XVI lo ha proclamato santo il 17 ottobre 2010. Fu il primo santo riconosciuto della Congregazione di Santa Croce. La sua ricorrenza cade il 6 gennaio, giorno della sua nascita al cielo.